# Lan hài đốm
Lan hài đốm (danh pháp hai phần: Paphiopedilum concolor) là một loài lan hài thuộc họ Lan. Lan hài nở hoa vào mùa Xuân và mùa Thu và có một hoa mỗi cụm, hoa màu vàng có lốm đốm nâu dài 4 inch, bán kính 2 3/3 inch, lá rộng 3,6 cm, dài 15 cm (6 inch). Lan hài đốm phân bố ở Myanmar, Thái Lan, Việt Nam như tại miền Bắc Việt Nam. Vườn quốc gia Phong Nha-Kẻ Bàng là nơi có loại lan hài xanh này (cùng với Lan hài xanh và Lan hài xoắn).
Lan hài được trồng làm cây cảnh. Cây lan hài thích hợp với điều kiện ẩm, mọc ở đất, tưới nước từ 3-5 ngày một lần.

## Hình ảnh

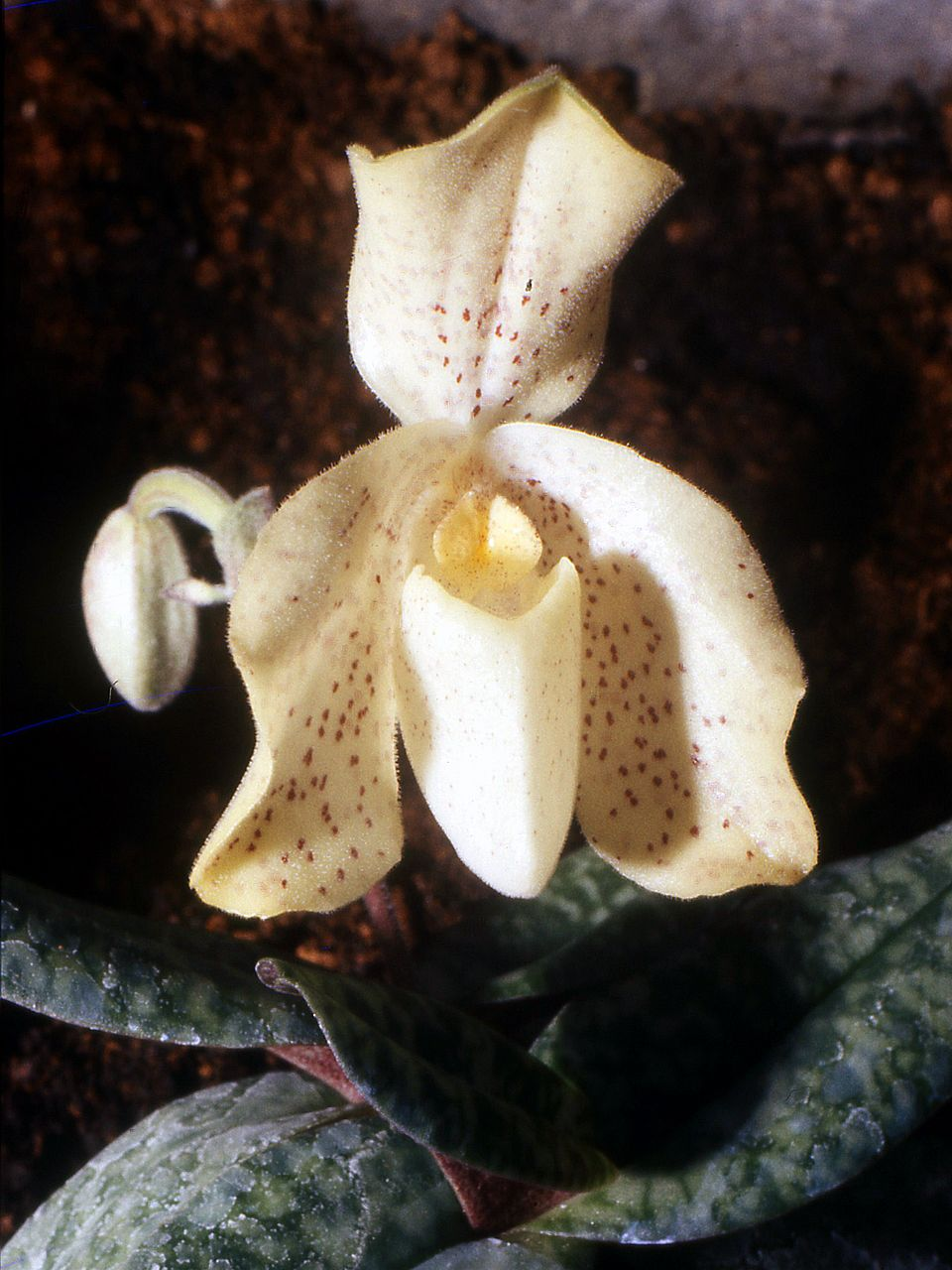
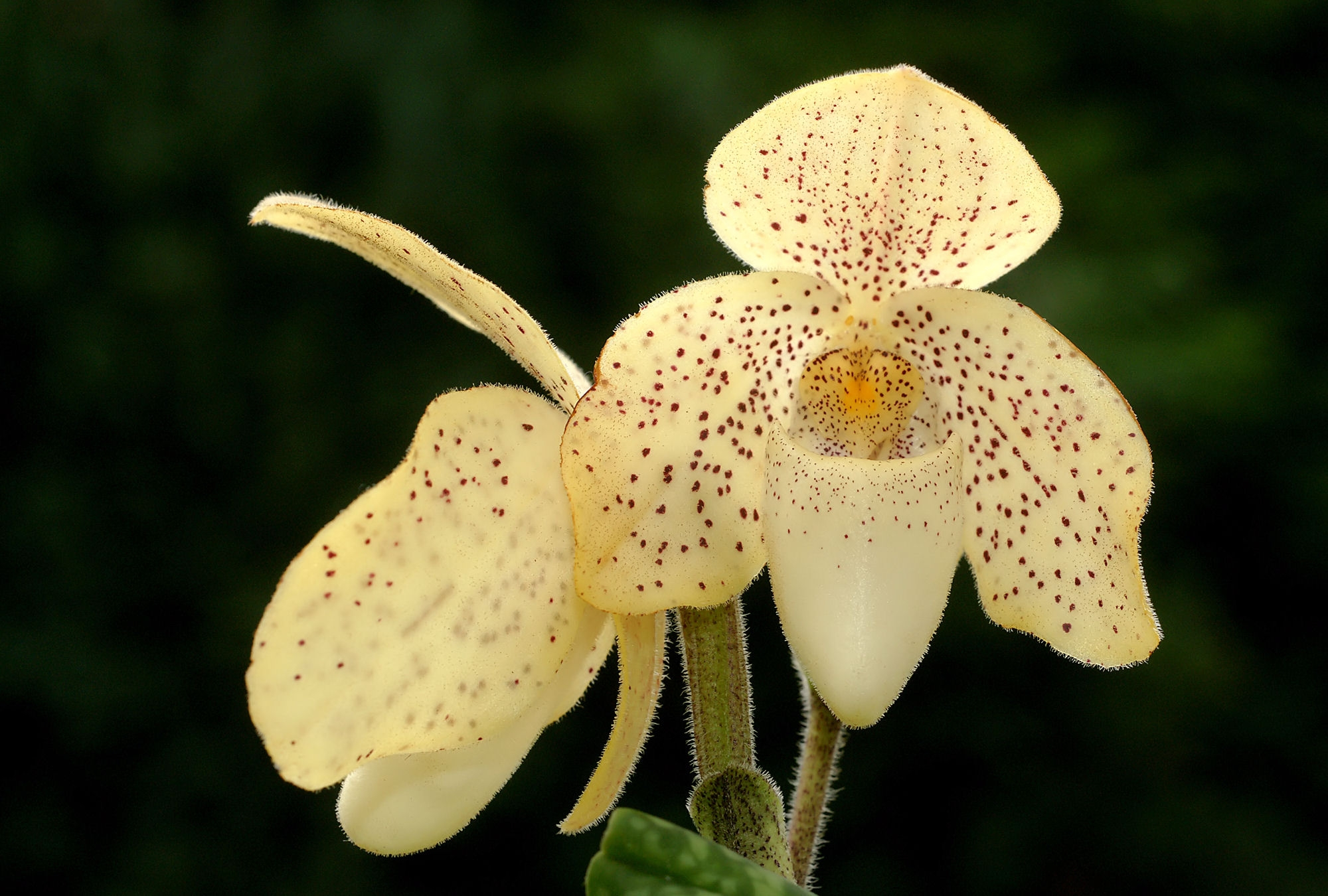
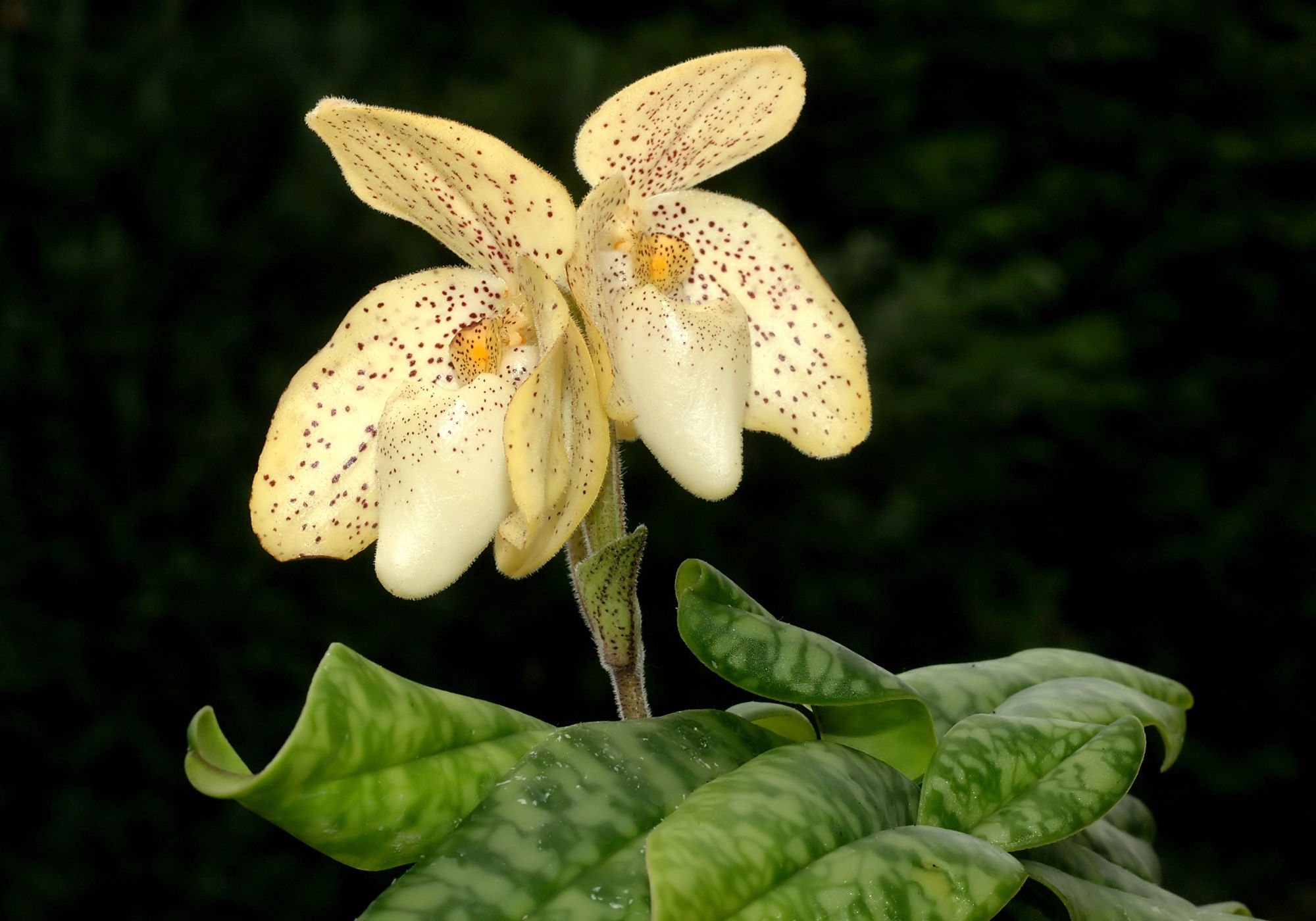
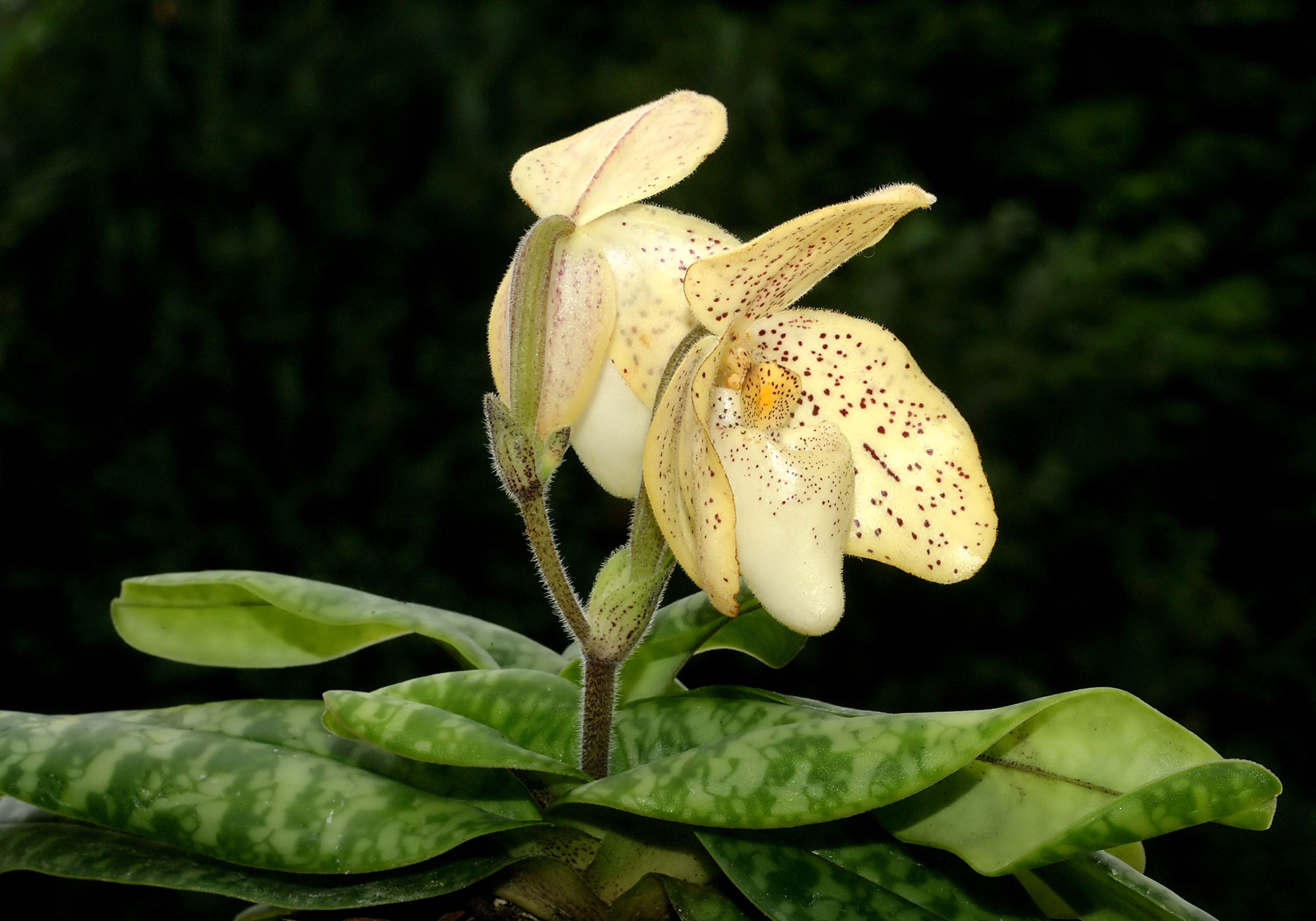